# Гаибов, Исмет Исмаил оглы
Исмет Исмаил оглы Гаибов (азерб. Ismət Ismail oğlu Qayıbov; 8 октября 1942, Кировабад — 20 ноября 1991, Каракенд, Нагорно-Карабахская автономная область) — Первый Генеральный прокурор суверенного Азербайджана (1990—1991).

## Биография
Родился 8 октября 1942 года в городе Кировабад (ныне — Гянджа) в семье педагогов, заслуженных учителей республики Исмаила и Фирузы Гаибовых. Семья Гаибовых родом из Газаха. В роду Гаибовых были бывший на протяжении 36 лет муфтием Закавказья Гусейн Эфенди Гаибов, а также первый азербайджанский военный лётчик Фаррух Ага Гаибов, погибший в одном из боёв в годы Первой мировой войны.
В 1967 году окончил юридический факультет Азербайджанского государственного университета. С 1965 года являлся членом КПСС. В 1969 году избран первым секретарём комсомольского комитета города Али-Байрамлы.
В марте 1971 года был принят в органы прокуратуры Азербайджанской ССР и назначен помощником прокурора района имени 26 бакинских комиссаров (ныне Сабаильский район города Баку).
В июне 1975 года назначен на должность прокурора отдела по надзору над уголовными преступлениями прокуратуры города Баку. С февраля 1976 года работал начальником отдела по общему надзору прокуратуры Баку.
С 1978 года — прокурор Исмаиллинского района, с 1982 — прокурор города Али-Байрамлы. С 1987 по 1990 год работал в должности прокурора города Сумгаит.
В августе 1990 года назначен на должность генерального прокурора Азербайджанской ССР. Исмет Гаибов стал первым генеральным прокурором суверенной Азербайджанской Республики.

## Гибель
20 ноября 1991 года вертолёт, в котором в числе ряда высокопоставленных должностных лиц Азербайджана находился Исмет Гаибов, вылетел из города Агдам в Мартуни, где накануне произошли серьёзные столкновения между жителями города и населённого азербайджанцами пригорода Ходжавенд. В 14:42 по местному времени (UTC+4) в трёх километрах от села Каракенд Мартунинского района НКАО вертолёт был сбит армянскими вооружёнными силами. Все находившиеся на борту люди, включая Исмета Гаибова, погибли (см. «Катастрофа Ми-8 близ села Каракенд 20 ноября 1991 года»). Некоторые тела погибших были в неузнаваемом состоянии. По словам на тот момент заместителя генерального прокурора Мурада Бабаева, несмотря на то, что ходили слухи о том, что тело Исмета Гаибова не было обнаружено на месте крушения, его тело всё-таки было узнано, поскольку не так сильно обгорело. Согласно журналисту Салману Алыоглу, прибывшему на место крушения вертолёта, тело Исмета Гаибова был узнано его родственниками, когда его клали в гроб.
22 ноября похоронен в Баку на Аллее почётного захоронения.

## Память
Имя Исмета Гаибова носит стадион в городе Баку, нефтяной танкер, ряд школ и улиц в городах Азербайджана.

## Комментарии
1. ↑  Ильяс Исмаилов занимал должность генерального прокурора Азербайджанской ССР.